# 犬鳴川 (福岡県)
犬鳴川（いぬなきがわ）は、福岡県宮若市から直方市まで続く遠賀川水系の一級河川である。

## 概要
宮若市と古賀市の境にある西山を源とし、犬鳴ダムに流入した後、東流して黒丸川、山口川、有木川、倉久川、八木山川を合流し、直方市植木で遠賀川左岸に流入する。下流の遠賀川合流点から宮若市小伏までが国の直轄管理区間、その上流の犬鳴ダム湖上流の大字犬鳴字金山までが福岡県の管理区間である。
上流部は植林によるスギやヒノキの山林だが、一部にシイ、カシ、コナラの樹林帯が点在する。少し下流へ行った所には、福岡の奥座敷とも呼ばれる脇田温泉がある。
犬鳴川河川公園は平成12年度手づくり郷土賞受賞。
脇田温泉付近では「楽水之径」として遊歩道が整備されており、夏場には川遊びのできる場として訪れる人も多い。一方で福丸にある山口川との合流地点では水深が3m近くなっている場所があり、2023年7月には水遊び中の女子児童3人が死亡する事故も起きている。

## 支流
- 桧川
- 鹿子馬川
- 山の口川
- 瀬戸川
- 草場川
- 岩倉川
- 大徳川
- 大石川
- 大浦川
- 宝満田川
- 乙藤川
- 迎野川
- 福井川
- 脇田川
- 舞鶴川
- 天井川
- 法花寺川
- 生田川水路
- 神埼川
- 上有木川
- 有木川
- 倉久川

## 並行する交通
- 福岡県道21号福岡直方線

## 流域の名所
- 犬鳴御別館
- 犬鳴ダム
- 脇田温泉

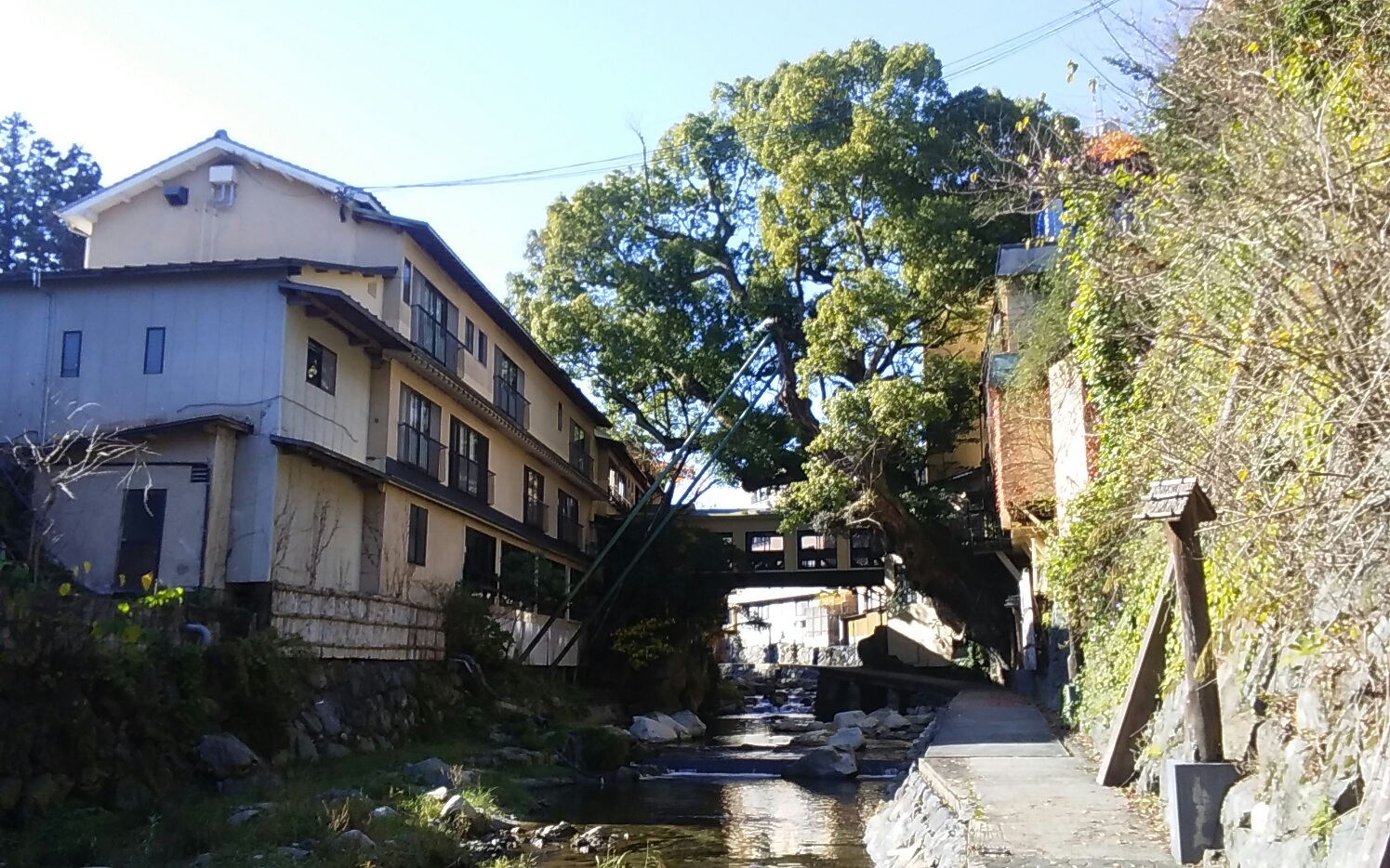
犬鳴川と脇田温泉

- 大門松 - 脇田交差点付近にて12月から1月の期間限定で公開される。
- 花ノ木堰の大公孫樹